# Kaudaldrüse

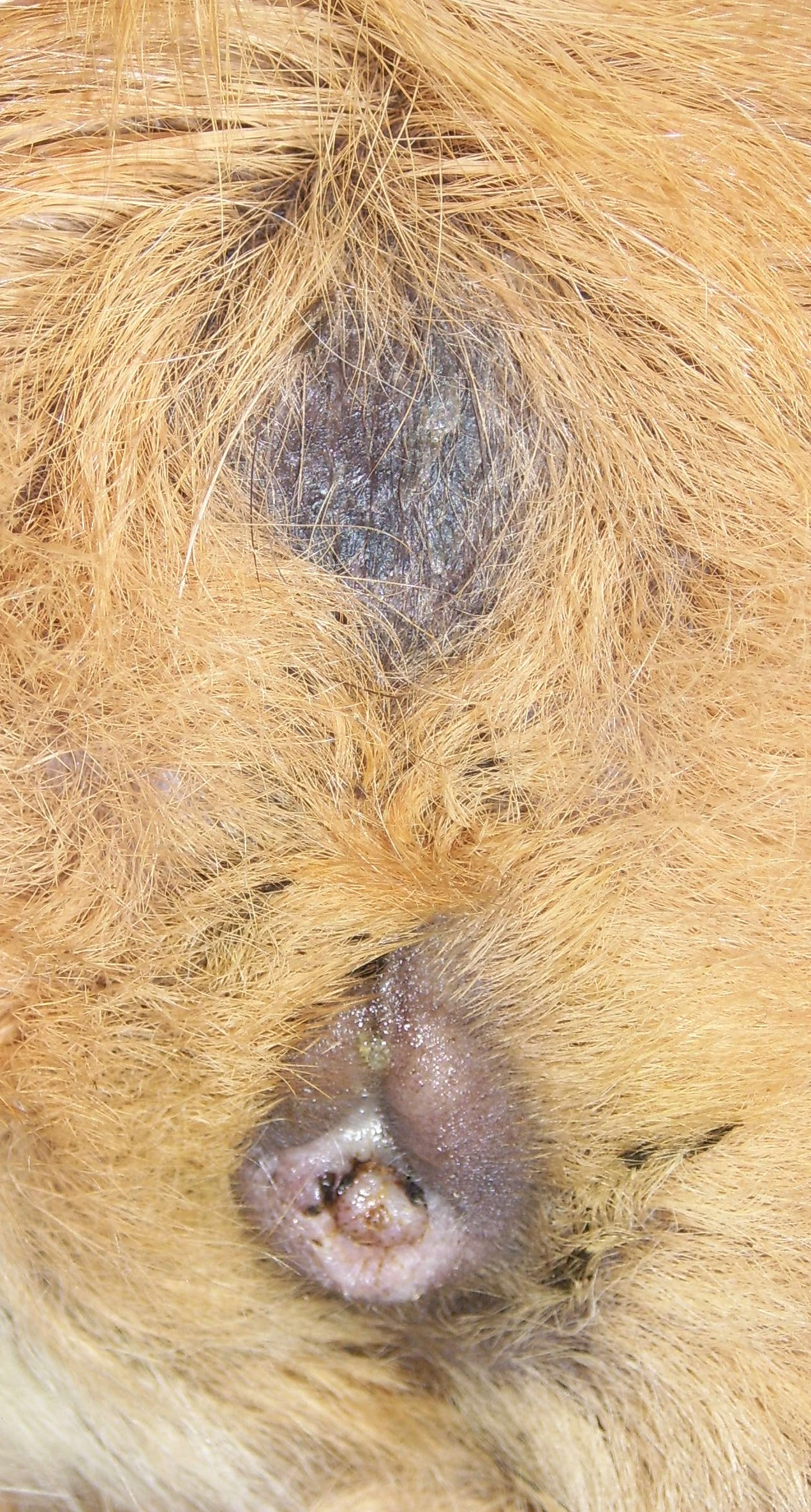
Kaudaldrüse (dunkles Hautfeld im Bild oben) bei einem kastrierten Meerschweinchenbock

Die Kaudaldrüse (lateinisch: Glandula caudalis) ist eine von Haaren bedeckte Duftdrüse etwa 1 cm oberhalb des Afters unterhalb des Schwanzes beim Hausmeerschweinchen. Sie ist gegenüber der umliegenden Haut etwas erhaben und kann ein öliges Sekret aufweisen. Diese Drüse ist bei den Böcken stärker entwickelt und bildet Pheromone (Sexuallockstoffe) die zur Erkennung des einzelnen Tieres in einer Gruppe beitragen. Darüber hinaus soll sie die gänsemarschartige Fortbewegung ganzer Meerschweinchengruppen fördern.
Die Kaudaldrüse kann verschmutzen, was sich durch einen unangenehmen Geruch bemerkbar macht. In diesen Fällen sollte die Kaudaldrüse gereinigt werden. Gelegentlich kann die Kaudaldrüse Ausgangspunkt für (meist gutartige) Tumoren oder Abszesse sein. Diese müssen meist chirurgisch entfernt werden.

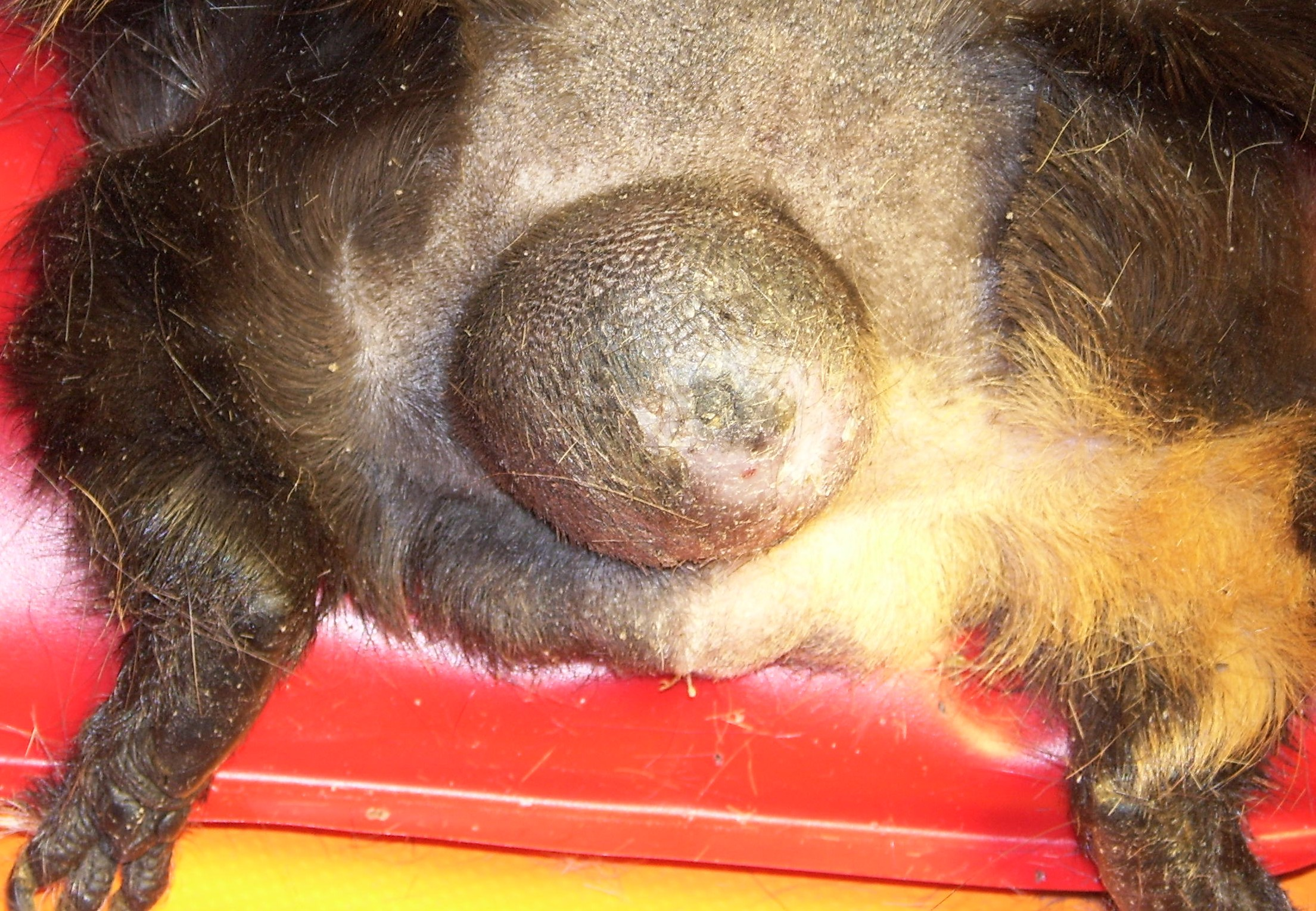
Tumor
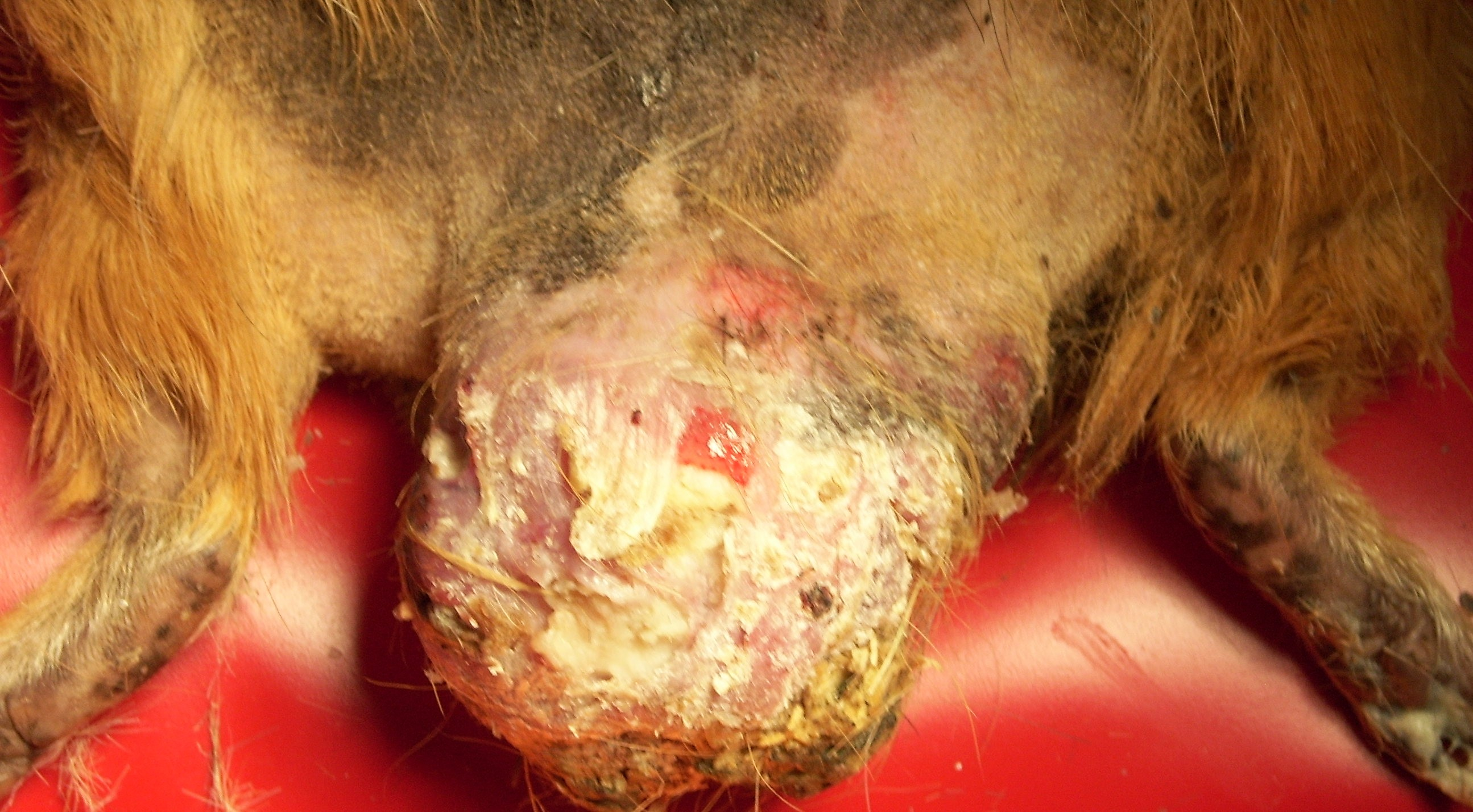
Abszess
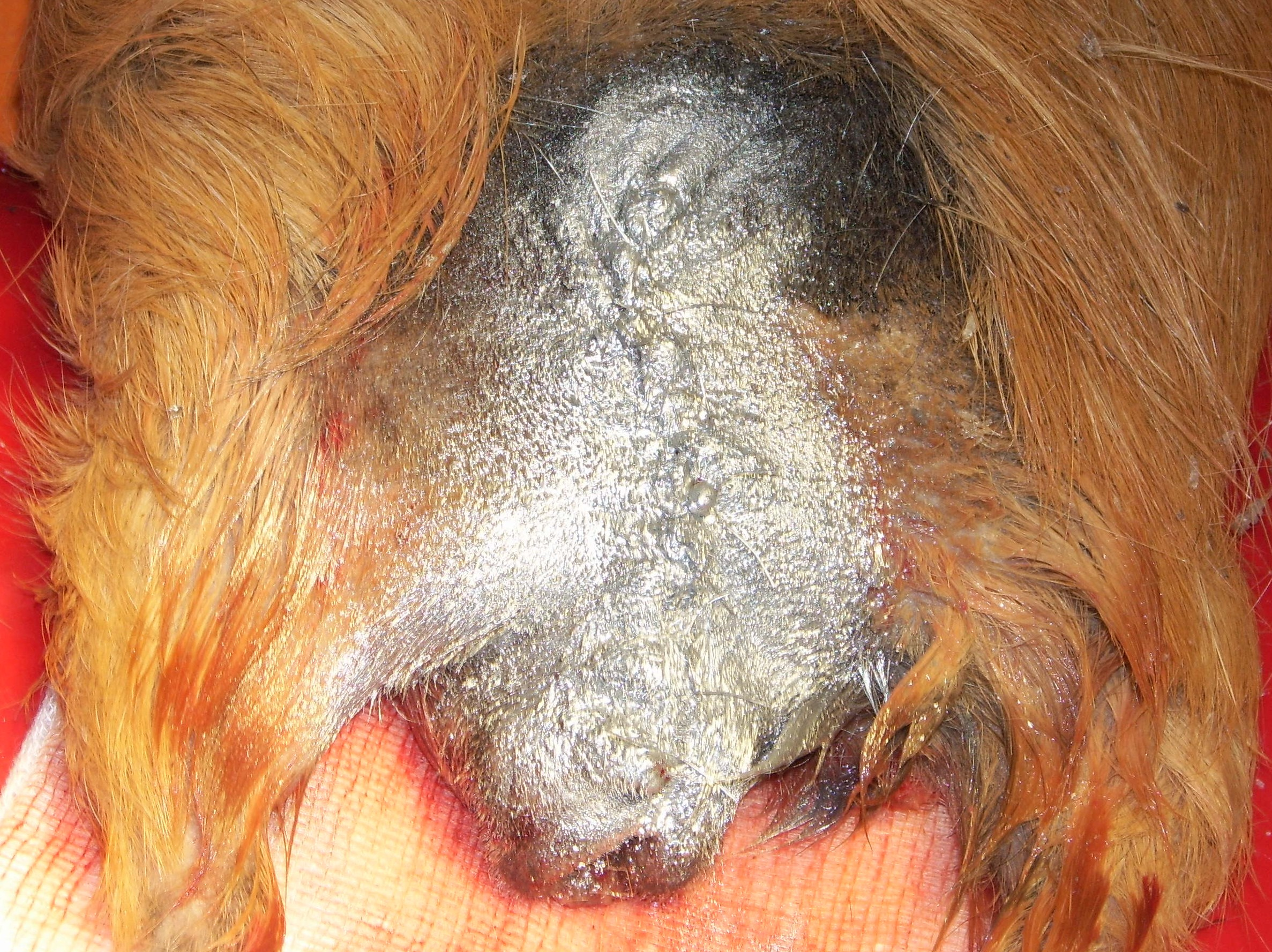
Nach chirurgischer Entfernung des Abszesses

Die Kaudaldrüse des Meerschweinchens darf nicht mit den Perinealtaschen verwechselt werden.